# Joe Hunt
Joseph »Joe« Raphael Hunt, ameriški tenisač, * 17. februar 1919, San Francisco, ZDA, † 2. februar 1945, Daytona Beach, Florida, ZDA.
Joe Hunt je največji uspeh kariere dosegel leta 1943, ko je osvojil Nacionalno prvenstvo ZDA v posamični konkurenci, v finalu je premagal Jacka Kramerja. Na turnirju se je še po dvakrat uvrstil v polfinale in četrtfinale. Leta 1939 je bil član ameriške reprezentance v tekmovanju International Lawn Tennis Challenge, kjer se je uvrstila v finale. Leta 1966 je bil sprejet v Mednarodni teniški hram slavnih.
2. februarja 1945 se je smrtno ponesrečil ob učnem poletu z vojaškim lovcem Grumman F6F Hellcat kot poročnik ameriške vojske.

## Finali Grand Slamov

### Posamično (1)

#### Zmage (1)
| Leto | Turnir                   | Nasprotnik v finalu | Rezultat finala     |
| 1943 | Nacionalno prvenstvo ZDA | Jack Kramer         | 6–3, 6–8, 10–8, 6–0 |